# Paige Turco
Jean Paige Turco (Springfield, Massachusetts; 17 de mayo de 1965) es una actriz estadounidense. Es conocida por interpretar a Abby Griffin en Los 100 y April O'Neil en Las Tortugas Ninja II y  Las Tortugas Ninja III.

## Primeros años
Turco nació de Joyce J. y David V. Turco en Springfield, Massachusetts, donde fue criada. Planeó convertirse en bailarina clásica y asistió a Walnut Hill School en Natick, Massachusetts; actuó como solista en el Conservatorio de Danza de Nueva Inglaterra, la Compañía de Teatro de Ballet Amherst y la Compañía de Ballet de Massachusetts. Paige se graduó en el Bay Path College en Longmeadow, Massachusetts, en 1987. Se especializó en Drama en la Universidad de Connecticut y, después de sufrir una lesión en el tobillo, comenzó a actuar y participar en teatro musical.

## Carrera como actriz
Turco hizo su aparición en televisión en 1987, en la telenovela Guiding Light como Dinah Marler y en la telenovela All My Children como Melanie. Su gran éxito fue cuando interpretó el papel de April O'Neil en Las Tortugas Ninja II y luego en  Las Tortugas Ninja III. Participó en Party of Five como Annie Mott, una madre soltera que se está recuperando del alcohol, coprotagonizó en The Agency como la artista gráfica Terri Lowell, y en la tercera temporada de Rescue Me como la profesora de ciencia Nell Turbody. Turco también apareció en la película Invincible, interpretando a Carol Vermeil, la esposa de Dick Vermeil y también estuvo en The Game Plan.
En 2007, fue elegida en la serie Big Shots, interpretando a Lisbeth, la exesposa del personaje de Dylan McDermotts, Duncan Collinsworth. Además, Turco está en un acuerdo de explotación de talento de ABC. Turco interpretó en la segunda temporada de Damages y aparecerá en Blue Bloods.

## Vida personal
Paige es católica. Estuvo casada con el actor irlandés Jason O'Mara y tiene un hijo, David (nombrado en honor a su padre, que murió cuando ella tenía menos de un año de edad). La familia divide su tiempo entre Los Ángeles, Nueva York y su hogar en Connecticut y también visita parientes en Irlanda.

## Filmografía
- Guiding Light - Dinah Morgan Marler #2
- All My Children - Melanie 'Lanie' Cortlandt Rampal
- Las Tortugas Ninja II (1991) - April O'Neil
- Las tortugas ninja III'' (1993) - April O'Neil
- The Feminine Touch (1994) - Jennifer Barron
- Winnetka Road (1994) - Terry Mears
- Dead Funny (1994) - Louise
- Vibrations (1995) - Lisa
- American Gothic (1995) - Gail Emory
- The Pompatus of Love (1996) - Gina
- Dark Tides (1998) - Sara
- Claire Makes It Big (1999) - Bronwyn
- Silent Witness (2000) (TV)
- Dead Dog (2000) - Perri
- R2PC: Road to Park City (2000)- Ella misma
- Urbania (2000) - Cassandra
- Runaway Virus (2000) (TV) - Jenny Blanchard
- Astoria (2000) - Elena
- Law & Order: Special Victims Unit (2001)
- The Agency (2001) - Terri Lowell (2001–03)
- The Empath (2002)
- Rhinoceros Eyes (2003) - Fran
- Waltzing Anna (2005) - Barbara Rhoades
- Rescue Me (2006) - Ms. Turbody
- Invincible (2006) - Carol Vermeil
- The Favor (2006) - Caroline
- The Game Plan (2007) - Karen Kelly
- Big Shots - Lisbeth Collinsworth
- Taking Chance - Stacey Strobl
- The Stepfather - Jackie Kerns
- Damages serie de FX - Christine Purcell
- Life on Mars - Colleen McManus
- Secrets of the Mountain (Película de televisión) (2010) - Dana James
- The Good Wife (Episodio 21, Temporada 1: Unplugged) (2010) - Olivia Wilder
- The 100 (2014-2019) - Abigail "Abby" Griffin